# Vincent Descombes
Pour les articles homonymes, voir Descombes.
Vincent Descombes, né le 1er janvier 1943, est un philosophe français. Il est spécialiste de philosophie de l'esprit, de philosophie du langage et de philosophie de l'action. 
Directeur d'études à l'École des hautes études en sciences sociales (EHESS), où il est membre du CESPRA (Centre d'études sociologiques et politiques Raymond Aron), il est aussi membre associé de l'Institut Jean-Nicod.
Vincent Descombes a reçu en 2005 le Grand prix de philosophie de l'Académie française.

## Biographie

### Jeunesse et études
Vincent Descombes suit des études de philosophie et de sociologie à l'université de Paris. Il est reçu à l'agrégation de philosophie en 1967.
Il est titulaire d'un doctorat en philosophie après avoir soutenu, en 1970, une thèse portant sur l'œuvre de Platon et publiée aux P.U.F. (Le platonisme). 

### Parcours professionnel
Il enseigne ensuite la philosophie en lycée, à Nice et Montpellier, et à l'Université à Montréal, Nice et Paris I.
Ses premiers travaux ont notamment porté sur la question de l'inconscient, cela du point de vue de la psychanalyse lacanienne en en interrogeant notamment le statut scientifique, et sur les grands courants qui ont fait l'actualité philosophique française depuis les années 1930. Vers la fin des années 1970, il s'oriente vers la philosophie analytique et en particulier l'analyse du langage.
Il participe alors au séminaire de François Furet, qui constitua la base de la création du Centre Raymond Aron. Il y croise notamment C. Lefort, P. Manent, P. Rosanvallon, M. Gauchet ou encore C. Castoriadis, ayant connu ce dernier à la fin de la revue Socialisme ou Barbarie.
De 1983 à 1992, il enseigne la littérature française et la philosophie aux États-Unis (à Baltimore puis Atlanta). Ses travaux portent alors sur la philosophie de l'action et la théorie du discours (voir son ouvrage sur Proust). Dans les années 1990, il travaille sur la philosophie de la psychologie et dans le domaine de la philosophie pratique et sociale.

## Pensée
Vincent Descombes s'est fait remarquer avec Le Même et l'Autre (1979), un panorama de la philosophie française de Kojève à Foucault, souvent critique (notamment envers la phénoménologie).
Depuis les années 1980, qui marquent son tournant analytique, l'essentiel de son travail concerne la philosophie du langage, la philosophie de l'esprit et la philosophie de l'action. Il est surtout connu pour sa critique du cognitivisme dans une perspective issue de Ludwig Wittgenstein et G. E. M. Anscombe. Il a préfacé la traduction française du livre L'Intention de cette dernière.
Ses recherches portent sur la nature et la spécificité des relations sociales.
Descombes tente, grâce au concept d'institution (inspiré de celui de règle chez Wittgenstein), de penser à nouveaux frais
1. le holisme : tenir bon contre un individualisme méthodologique nominaliste, mais sans lui opposer les solutions du structuralisme ;
2. la liberté et l'autonomie, en morale comme en politique : éviter les difficultés métaphysiques du concept traditionnel d'autoposition grâce à la philosophie contemporaine de l'action.

S'inscrivant une fois de plus dans la tradition wittgensteinienne, Descombes prône, avec une méthode philosophique et métaphysique, un examen rigoureux des conditions de signification des mots que nous employons.

## Publications
- Le Platonisme, 1971 (réédition aux PUF, 2007).
- L'Inconscient malgré lui, Paris, Éditions de Minuit, 1977.
- Le Même et l'Autre. Quarante-cinq ans de philosophie française (1933-1978), Paris, Éditions de Minuit, 1979.
- Grammaire d'objets en tous genres, Paris, Éditions de Minuit, 1983.
- Proust: philosophie du roman, Paris, Éditions de Minuit, 1987.
- Philosophie par gros temps, Paris, Éditions de Minuit, 1989.
- La Denrée mentale, Paris, Éditions de Minuit, coll. « Critique », 1995.
- Les Institutions du sens, Paris, Éditions de Minuit, 1996.
- Le Complément de sujet, Paris, Gallimard, 2004.
- Le raisonnement de l'ours et autres essais de philosophie pratique, Paris, Seuil, 2007.
- Philosophie du jugement politique, Paris, Points Essais, Seuil, 2008.
- Dernières nouvelles du moi, avec Charles Larmore, Paris, Presses Universitaires de France, Quadrige Essais Débats, 2009.
- Les embarras de l'identité, Paris, Gallimard, 2013.
- Exercices d'humanité, Paris, coll. « les Dialogues des petits Platons », Les petits Platons, 2013.
- Le parler de soi, Paris, Gallimard, coll. folio Inédit essais, 2014.
- Le social à l’esprit. Dialogues avec Vincent Descombes, sous la direction de Francesco Callegaro & Jing Xie, Paris, Éditions EHESS, 2020.

## À propos de Vincent Descombes
- « L'Enquête philosophique de Vincent Descombes », in Esprit, juillet 2005.
- « Vincent Descombes : Questions disputées », Éditions Cécile Defaut, 2007.